# Jamuvil
Jamuvil är en ort i Mexiko.   Den ligger i kommunen Chenalhó och delstaten Chiapas, i den sydöstra delen av landet, 700 km öster om huvudstaden Mexico City. Jamuvil ligger 1 581 meter över havet och antalet invånare är 119.
Terrängen runt Jamuvil är kuperad österut, men västerut är den bergig. Runt Jamuvil är det ganska tätbefolkat, med 134 invånare per kvadratkilometer. Närmaste större samhälle är San Cristóbal de las Casas, 18,5 km söder om Jamuvil. Omgivningarna runt Jamuvil är en mosaik av jordbruksmark och naturlig växtlighet.